# 黄华宽
黄华宽（1951年10月—），广西钦州钦南区黄屋屯人，中华人民共和国政治人物。
先后在广西南宁航运局、广西交通学校、广西壮族自治区交通厅办公室、广西壮族自治区交通厅安全监督局、广西壮族自治区公路管理局工作。1996年10月后，历任广西百色地委组织部部长、百色地委委员、百色地委副书记。2002年10月任广西壮族自治区交通厅副厅长。2003年4月，任广西壮族自治区交通厅厅长。2015年2月3日，因涉嫌违法违纪被调查。2015年3月12日，广西壮族自治区人民检察院决定，依法对黄华宽以涉嫌受贿罪立案侦查并采取强制措施。